# Djamili-Dini Aboudou
Djamili-Dini Aboudou-Moindze (* 16. Februar 1996 in Grande-Synthe) ist ein französischer Boxer im Superschwergewicht.

## Karriere
Er wurde 2013 und 2014 jeweils Französischer Jugendmeister und 2016 erstmals Französischer Meister bei den Erwachsenen. Den Gewinn des Französischen Meistertitels wiederholte er dann in den Jahren 2017, 2018, 2019, 2021 und 2022. Bei der U22-Europameisterschaft des Jahres 2017 in Brăila schied er erst im Halbfinale mit 2:3 gegen Peter Kadiru aus und erreichte damit den Gewinn einer Bronzemedaille. Er startete dann auch bei der Elite-Europameisterschaft 2017 in Charkiw und erreichte dort, unter anderem mit einem Sieg gegen Məhəmmədrəsul Məcidov, ebenfalls das Halbfinale, wo er dann beim Kampf um den Finaleinzug gegen Frazer Clarke unterlag und erneut Bronze gewann. Bei der anschließenden Weltmeisterschaft 2017 in Hamburg verlor er diesmal im Viertelfinale mit 2:3 gegen Məhəmmədrəsul Məcidov.
2018 unterlag er im Viertelfinale der U22-Europameisterschaft in Târgu Jiu gegen Məhəmməd Abdullayev, gewann jedoch eine Bronzemedaille bei den Mittelmeerspielen 2018 in Tarragona. Nach einem Sieg gegen Guido Vianello war er im Halbfinale gegen Mustafa Uosry unterlegen. Bei den EU-Meisterschaften 2018 in Valladolid verlor er noch in der Vorrunde gegen Petar Belberow.
Bei den Mittelmeerspielen 2022 in Oran gewann er nach einer Halbfinalniederlage gegen Vincenzo Fiaschetti erneut eine Bronzemedaille und war auch Teilnehmer der Europameisterschaft 2022 in Jerewan, wo er im Achtelfinale gegen Ayoub Ghadfa ausschied. Bei den Europaspielen 2023 in Krakau verlor er im Achtelfinale gegen Nelvie Tiafack und bei der Weltmeisterschaft 2023 in Taschkent in der Vorrunde gegen Teremoana Teremoana.
Im März 2024 gewann er beim Olympia-Qualifikationsturnier in Busto Arsizio jeden seiner drei Kämpfe gegen Yordan Hernández, Iman Ramezanpour sowie Alexis Barriere und löste damit ein Ticket für die Olympischen Sommerspiele 2024 in Paris. Bei der Europameisterschaft 2024 in Belgrad verlor er in der Vorrunde gegen Jaroslaw Doronitschew.
Bei den Olympischen Spielen 2024 siegte er gegen Mourad Kadi und Gerlon Congo, ehe er im Halbfinale mit einer Bronzemedaille gegen Ayoub Ghadfa ausschied.